# Berlin-Kladow
Kladow [ˈklaːdoː] ⓘ ist der südlichste Ortsteil des Berliner Bezirks Spandau. Der Name wird vom slawischen Wort kloda (‚Baumstamm‘) hergeleitet.

## Geographie

### Lage
Der Ortsteil Kladow wird im Norden vom Spandauer Ortsteil Gatow, im Osten und Südosten von der Havel und im Westen und Südwesten von den Potsdamer Stadtteilen Sacrow und Groß Glienicke im Land Brandenburg begrenzt. Kladow gehört zu den Ortsteilen Berlins, die ihren dörflichen Charakter erhalten haben. Nahe dem Ortskern liegt die Uferpromenade mit dem Hafen. Die unbewohnte Insel Imchen liegt vorgelagert in einer Bucht der Havel.

### Gliederung des Ortsteils
In der Berliner Stadt- und Bezirksplanung nach dem System der Lebensweltlich orientierten Räume gehören zum Ortsteil die Planungsräume 37 Kladower Damm (östlicher Streifen mit Ortskern), 38 Kafkastraße und 36 Jägerallee (gesamter Norden und Westen bis an den Groß Glienicker See).
Im Ortsteil Kladow befinden sich mehrere Siedlungen bzw. Siedlungskerne. Einen Überblick über das aktuelle Gebäudealter der Wohnbebauung, mithin der Bauzeiten der einzelnen Siedlungen, sowie nach Straßen und Grundstücken sortierbar, gibt eine skalierbare Karte des Landeskartenwerks (FIS-Broker).

## Geschichte
Im Gebiet Kladows sind archäologisch slawische Siedlungen aus dem 9.–12. Jahrhundert und frühmittelalterliche Metallverarbeitung („Kladower Silberfund“) nachgewiesen. Die Erwähnung eines der Kladower Kirche gehörenden Ackers in Alt-Clado im Jahr 1590 lässt vermuten, dass einmal eine ältere Siedlung dieses Namens an anderer Stelle im Gemeindegebiet lag. Die Ortsform des vorfindlichen Platzdorfs deutet darauf hin, dass die Ende des 12. Jahrhunderts zuziehenden deutschen Siedler eine slawische Siedlung übernahmen.
Urkundlich bezeugt wurde der Ort erstmals 1267 als Clodow. Im Landbuch Karls IV. (1375) wird Cladow mit 48 Hufen erwähnt, davon acht Pfarrhufe und drei Schulzenhufen. Es gab vier Kossäten, aber ausdrücklich keinen Krug (taberna). Sämtliche Rechte am Dorf gehörten den Benediktinerinnen von Spandau, die sie schon vor 1267 durch die Markgrafen erhalten hatten.
Im Zuge der Reformation verlor das Kloster 1558 seine Patronatsrechte, und das Dorf kam an das Amt Spandau (bis 1872). Wie die ganze Gegend erlitt auch Kladow im Dreißigjährigen Krieg starke Verwüstungen; sechs Bauernstellen waren verlassen. Ab 1660 unterstand es privaten Grundherren. 1685 erhielt Johannes Kunckel das Lehnschulzengut zur Finanzierung seiner Versuche. Im 18. Jahrhundert wurden auf königliche Order hin Maulbeerbäume zum Zweck der Seidenraupenzucht gepflanzt. 1744 wurde das Vorwerk Neu-Kladow angelegt, bei dem 1800 ein Gutshaus gebaut wurde. 1808 wurden große Teile des Dorfes durch einen Brand zerstört. Erst 1818 wurde die vermutlich schon im 13. Jahrhundert erbaute Dorfkirche wiederaufgebaut, die noch steht.
Im 19. Jahrhundert begann der Zuzug städtischer Bevölkerung. Ein Berliner Bauunternehmer kaufte das Gut Neu-Kladow. Am Havelufer entstanden zahlreiche Villen. Im Jahr 1920 wurde Kladow aus dem Landkreis Osthavelland nach Groß-Berlin in den Bezirk Spandau eingemeindet. In den Jahren 1934/1935 wurde der Militär-Flugplatz Kladow errichtet, der nach dem Zweiten Weltkrieg dem Ortsteil Gatow zugeordnet wurde und als Flugplatz Gatow neben Tempelhof und Tegel einer der drei Berliner Flughäfen war, die während der Berlin-Blockade die von den Alliierten errichtete Luftbrücke möglich machten. 1953 wurde die Schilfdachkapelle Zum Guten Hirten erbaut.
Kladow zeigt sich als Dorf in der Millionenstadt. Die Gebäude wie das Gut Neukladow (1800) und die Dorfkirche (1818) gehen bis ins 19. Jahrhundert zurück. Allerdings wurden in Kladow auch viele Neubausiedlungen errichtet wie die 1959/1960 errichtete Finnenhaussiedlung. Das neueste Bauprojekt auf einer südwestlichen Teilfläche des ehemaligen Flugplatzes Gatow (dessen Gelände vollständig zu Kladow gehört) ist die Landstadt Gatow. Mit der Einweihung des neuen Einkaufszentrums Cladow-Center an der Mündung des Ritterfelddamms zum Kladower Damm hat sich das Leben teilweise aus dem Dorfkern heraus verlagert. Nach wie vor bietet dieser jedoch zahlreiche – teilweise alteingesessene – Geschäfte und Restaurants. Im aktuellen Sozialatlas von Berlin belegt Kladow den neunten Platz (von 97 Ortsteilen), zählt also (vergleichbar mit Gatow) zu den „guten Gegenden“.

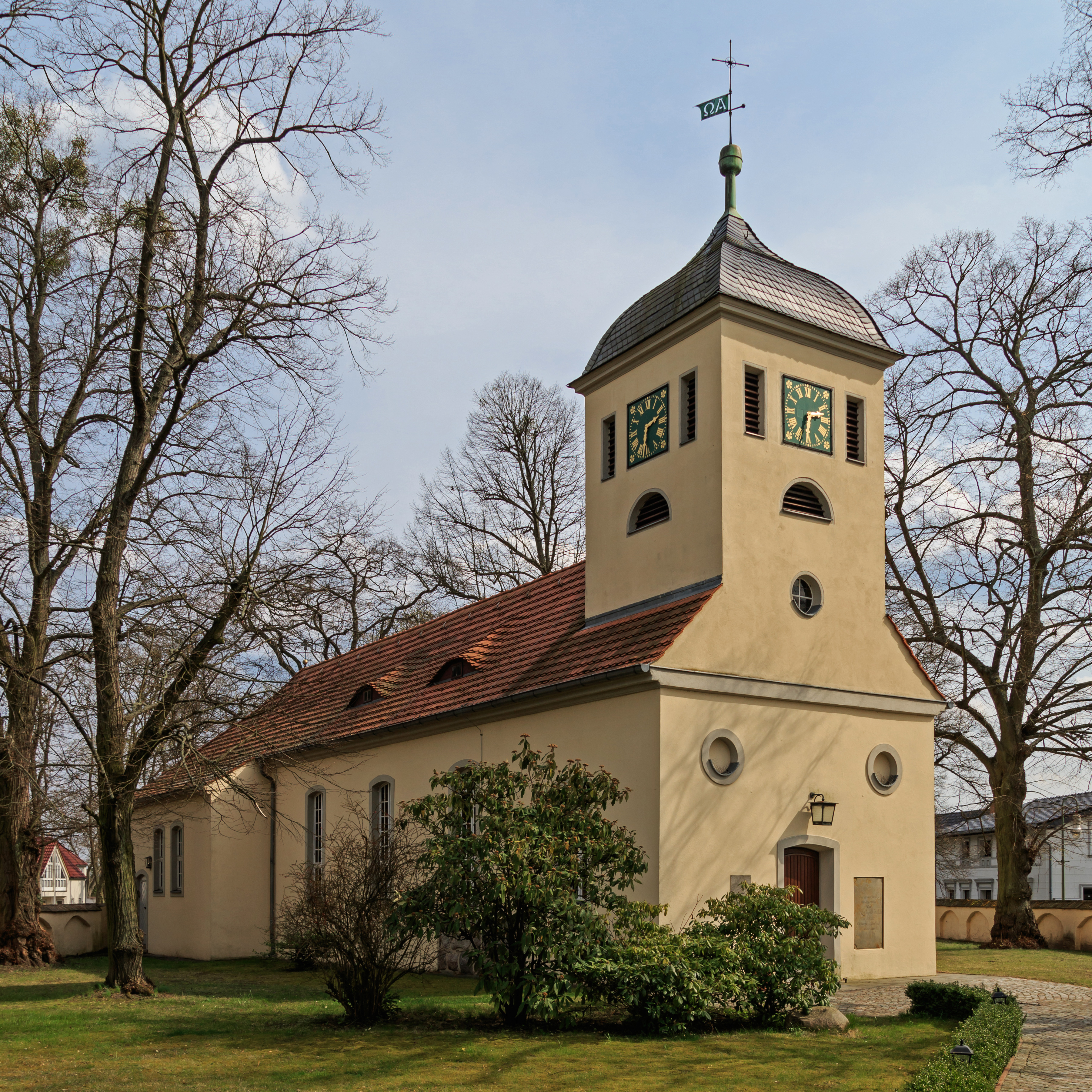
Dorfkirche Kladow
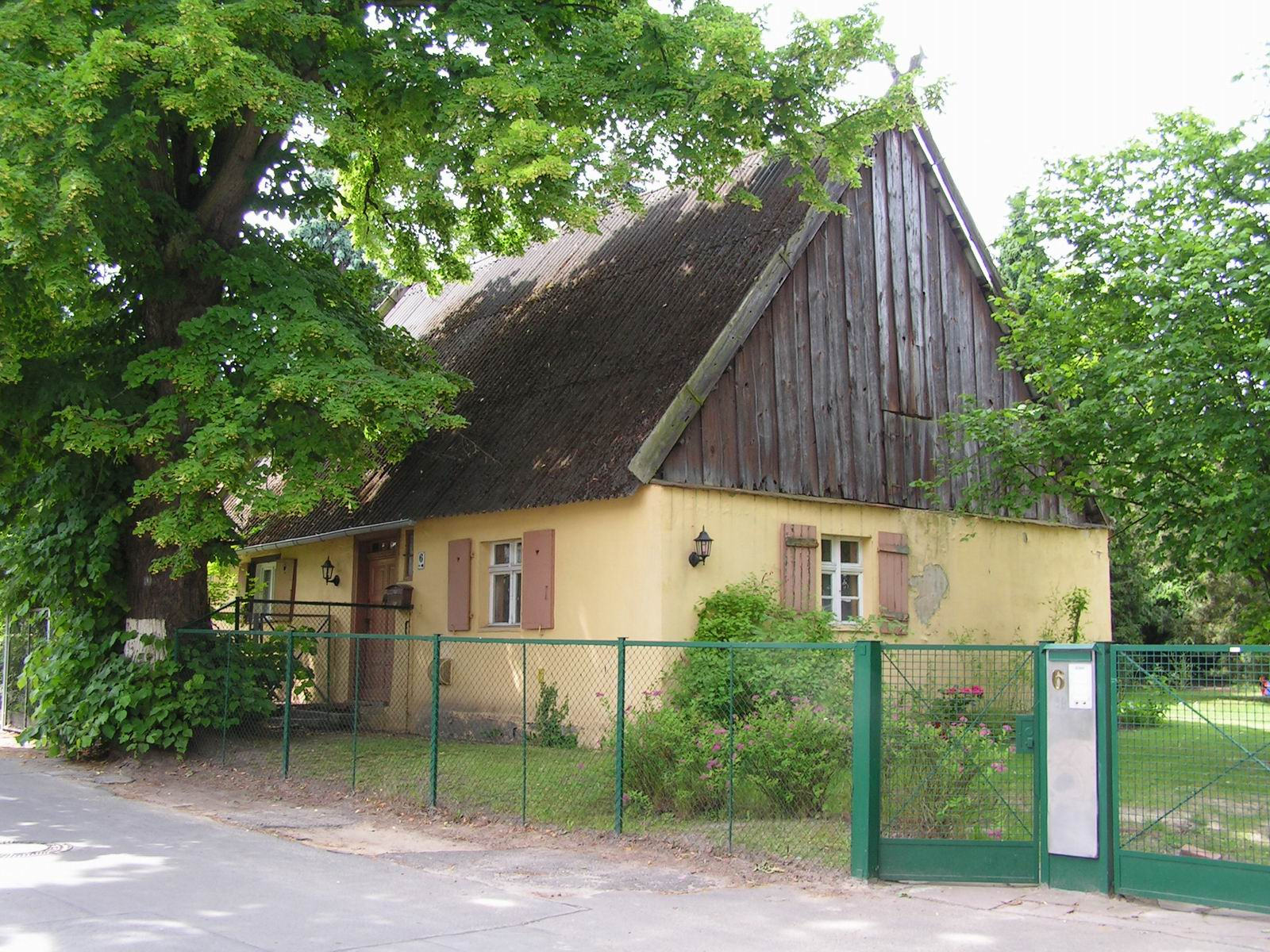
Kossätenhaus im Sakrower Kirchweg 6/8
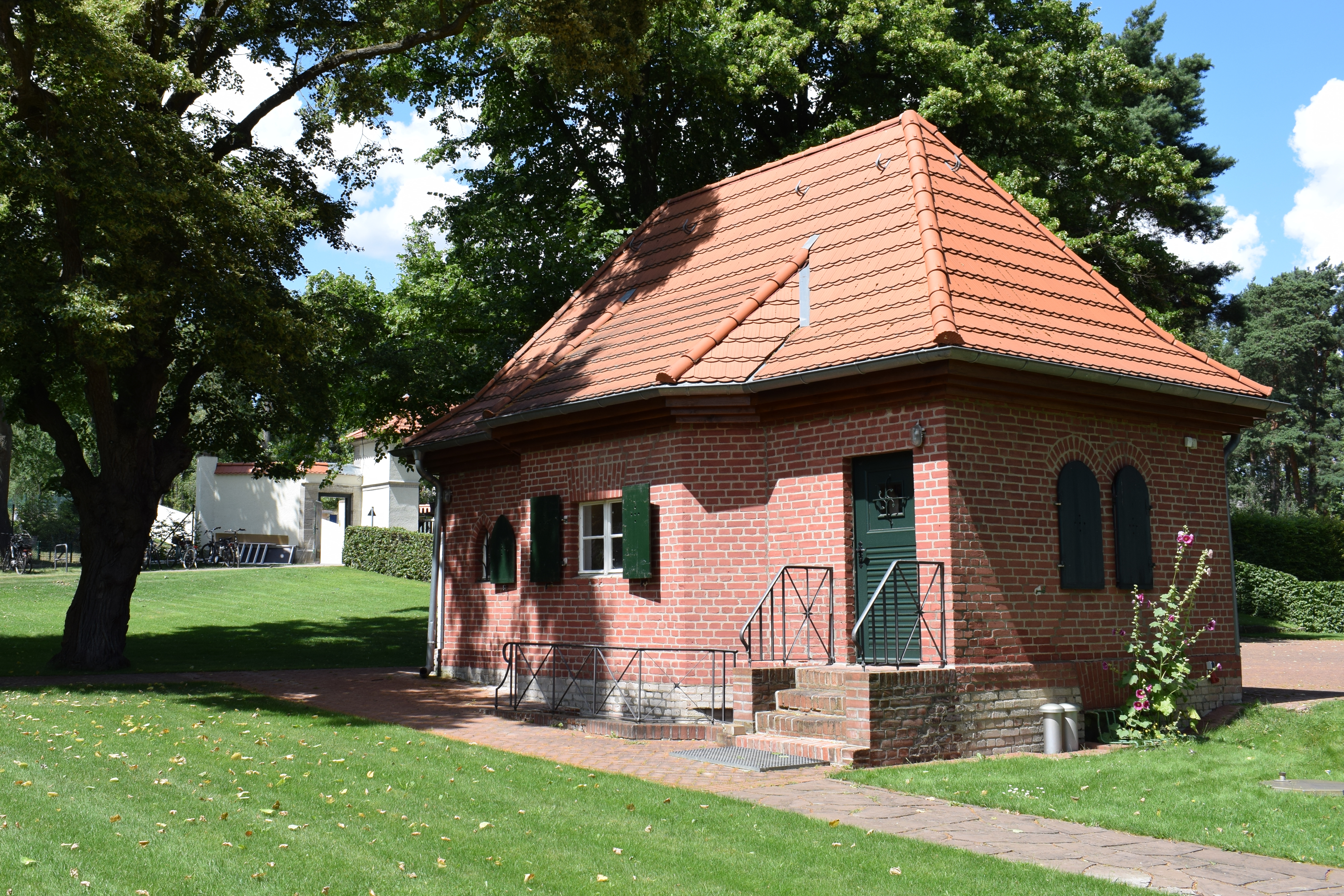
Ehemaliges Chauffeurshaus im Landhausgarten Dr. Max Fraenkel
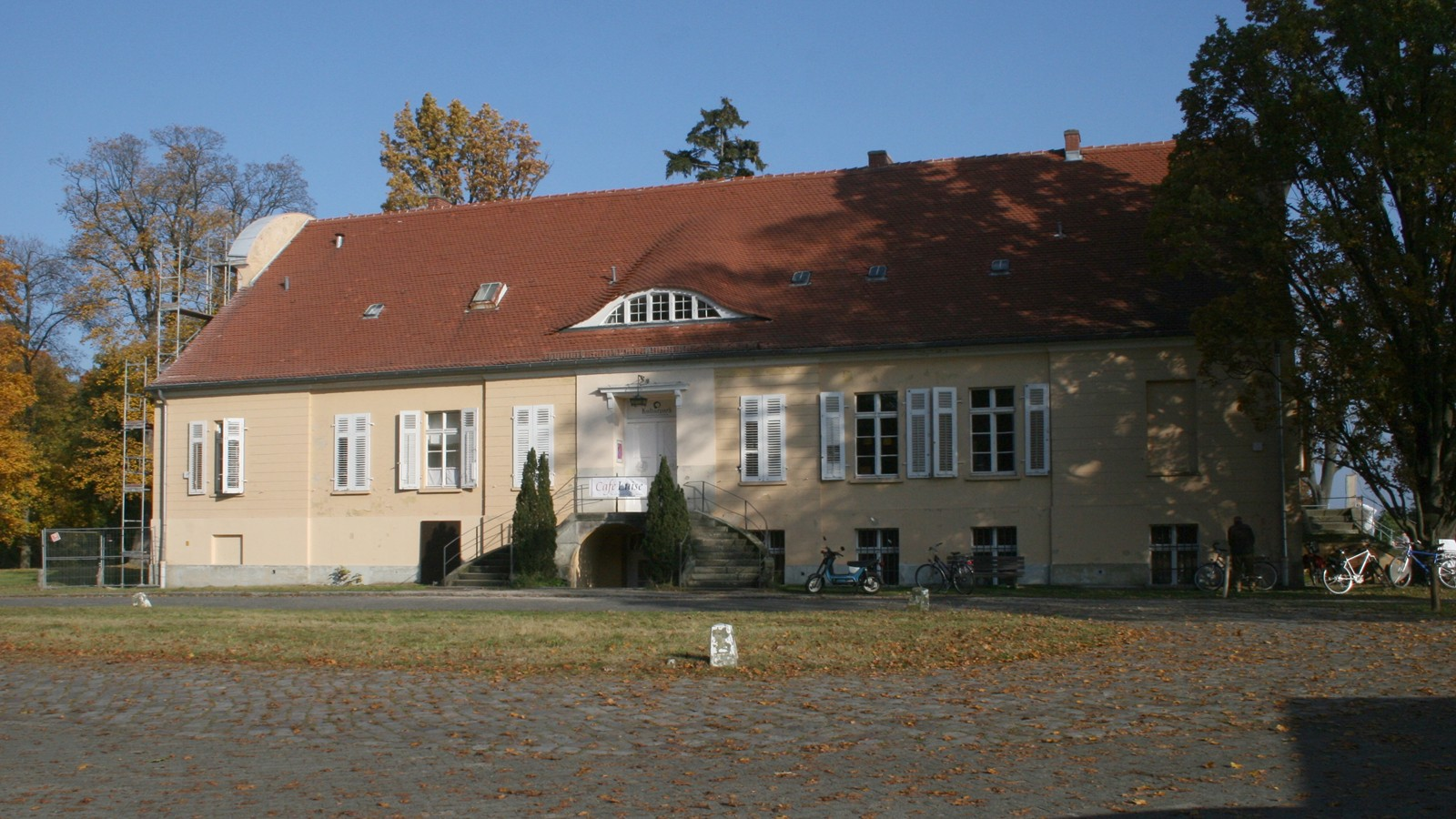
Gutshaus Neukladow
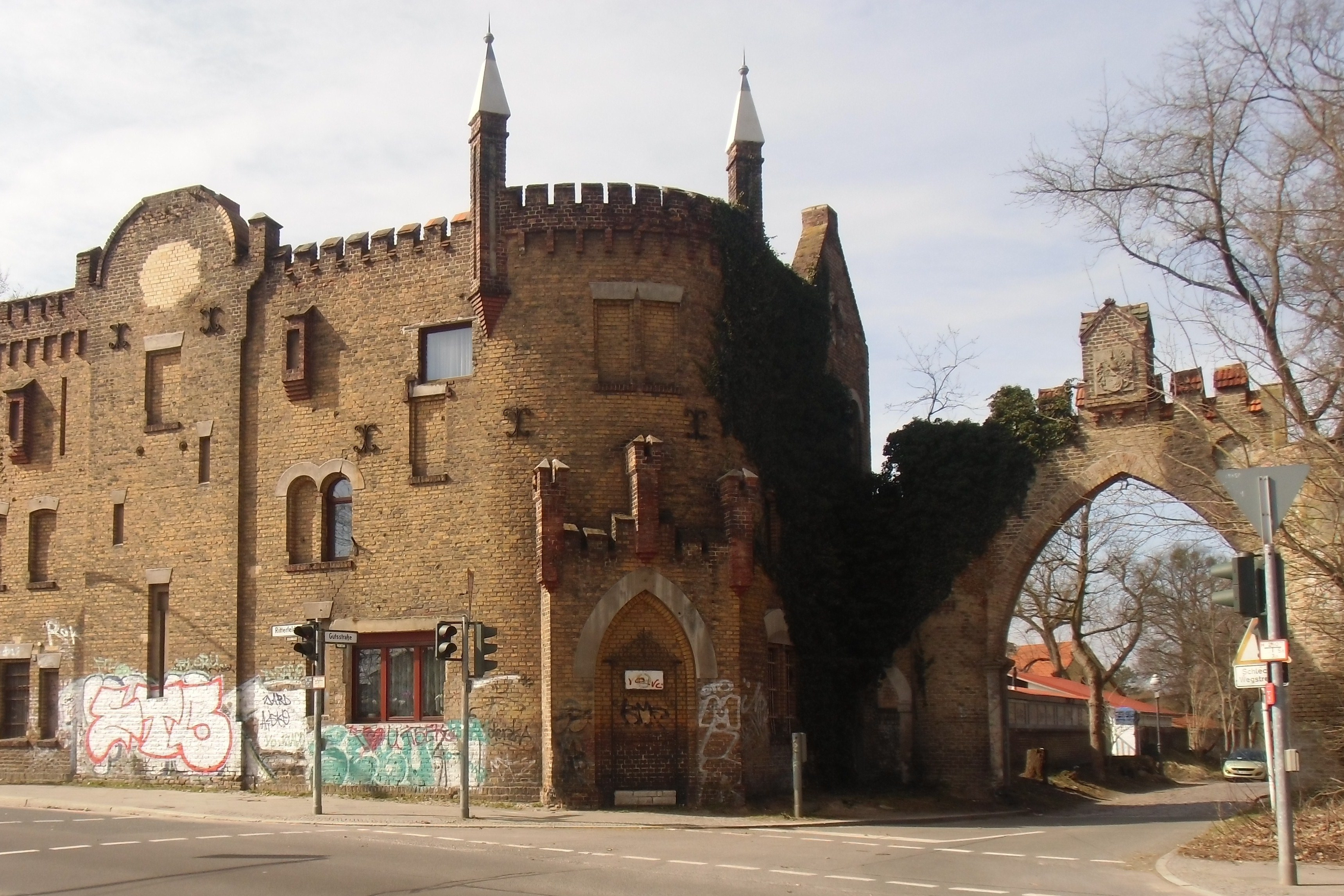
Berliner Tor

## Bevölkerung
| Jahr | Einwohner |
| ---- | --------- |
| 1858 | 291       |
| 1871 | 399       |
| 1880 | 454       |
| 1890 | 558       |
| 1900 | 662       |
| 1910 | 906       |
| 1919 | 928       |

| Jahr | Einwohner |
| ---- | --------- |
| 1930 | 01.193    |
| 1938 | 02.686    |
| 1946 | 03.861    |
| 1950 | 04.493    |
| 1960 | 06.610    |
| 1970 | 07.173    |
| 1987 | 10.875    |
| 2000 | 11.759    |

| Jahr | Einwohner |
| ---- | --------- |
| 2007 | 13.609    |
| 2010 | 13.867    |
| 2015 | 15.495    |
| 2020 | 16.368    |
| 2021 | 16.406    |
| 2022 | 16.624    |
| 2023 | 16.492    |
| 2024 | 16.548    |

## Sehenswürdigkeiten
- Dorfkirche Kladow, 1818/1819 erbaut, 1952/1953 umgestaltet
- Kirche Mariä Himmelfahrt, 1986/1987 errichtet
- Militärhistorisches Museum auf dem ehemaligen Flugplatz Gatow mit Exponaten aus den Beständen der Bundeswehr und der NVA
- Landhausgarten Dr. Max Fraenkel, in den 1920er Jahren von Erwin Barth geschaffen, seit 2016 für Besucher geöffnet[9]

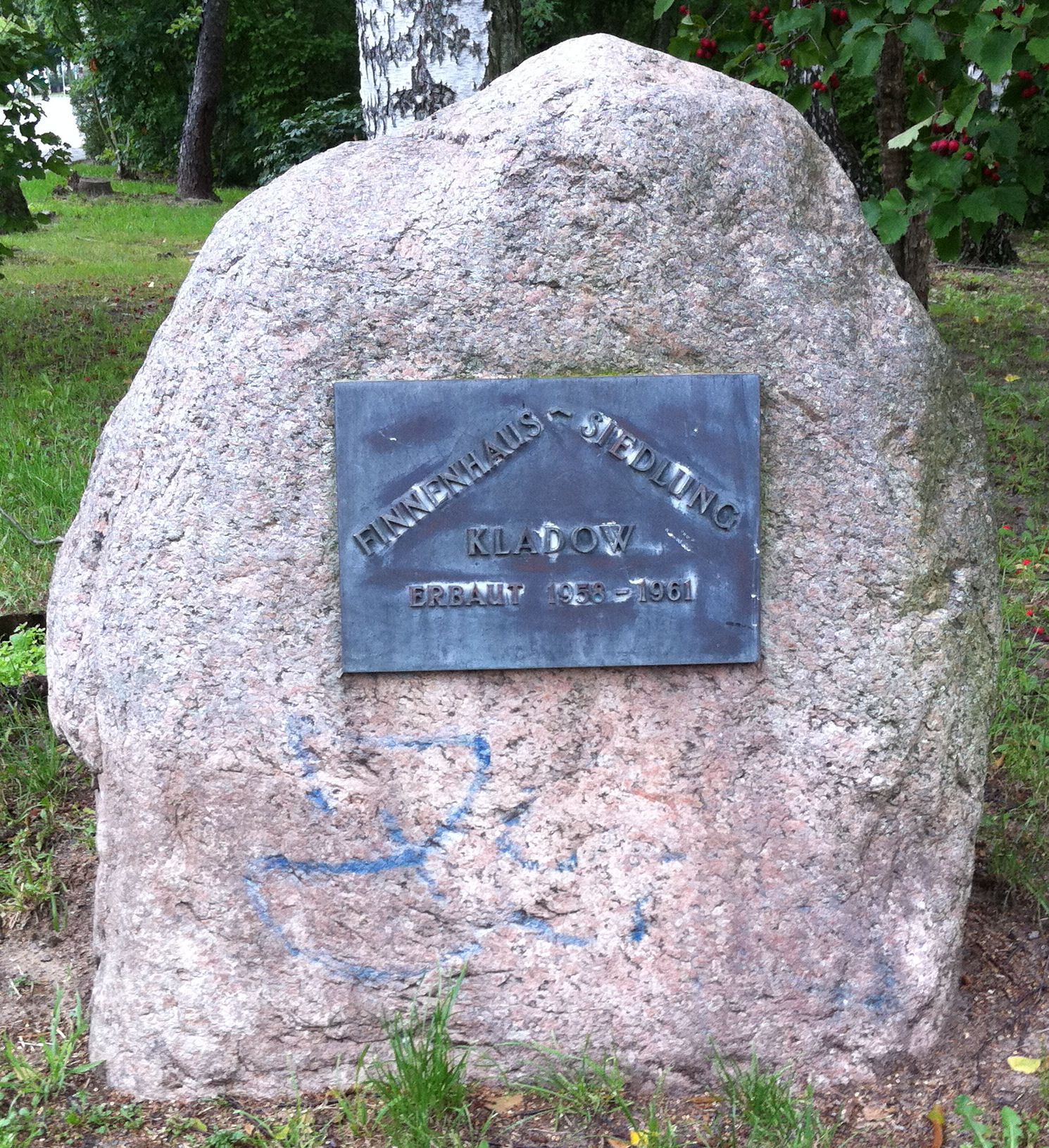
Gedenkstein der Finnenhaussiedlung, die 1958–1961 errichtet wurde
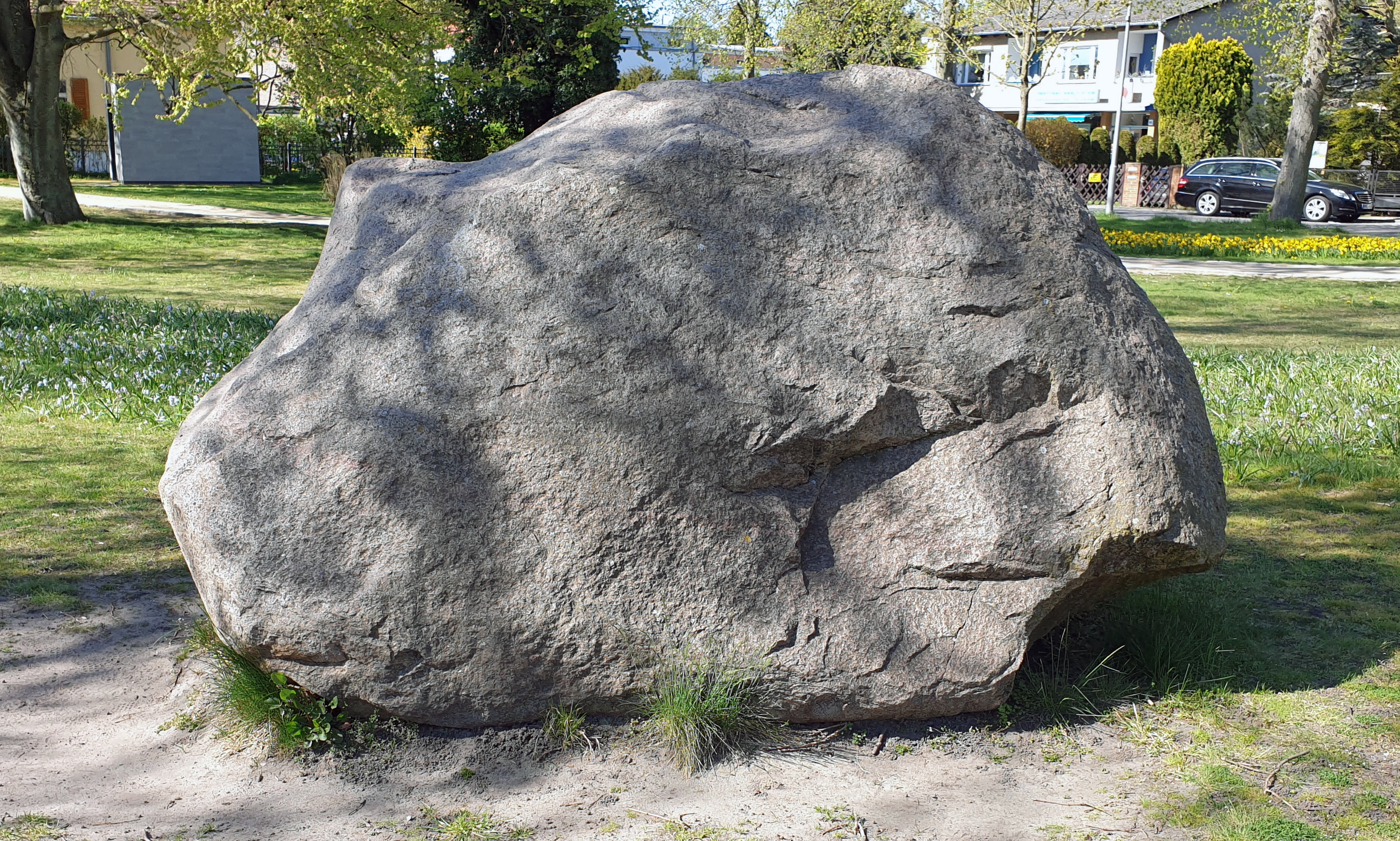
Kladower Findling – 725 Jahre Kladow
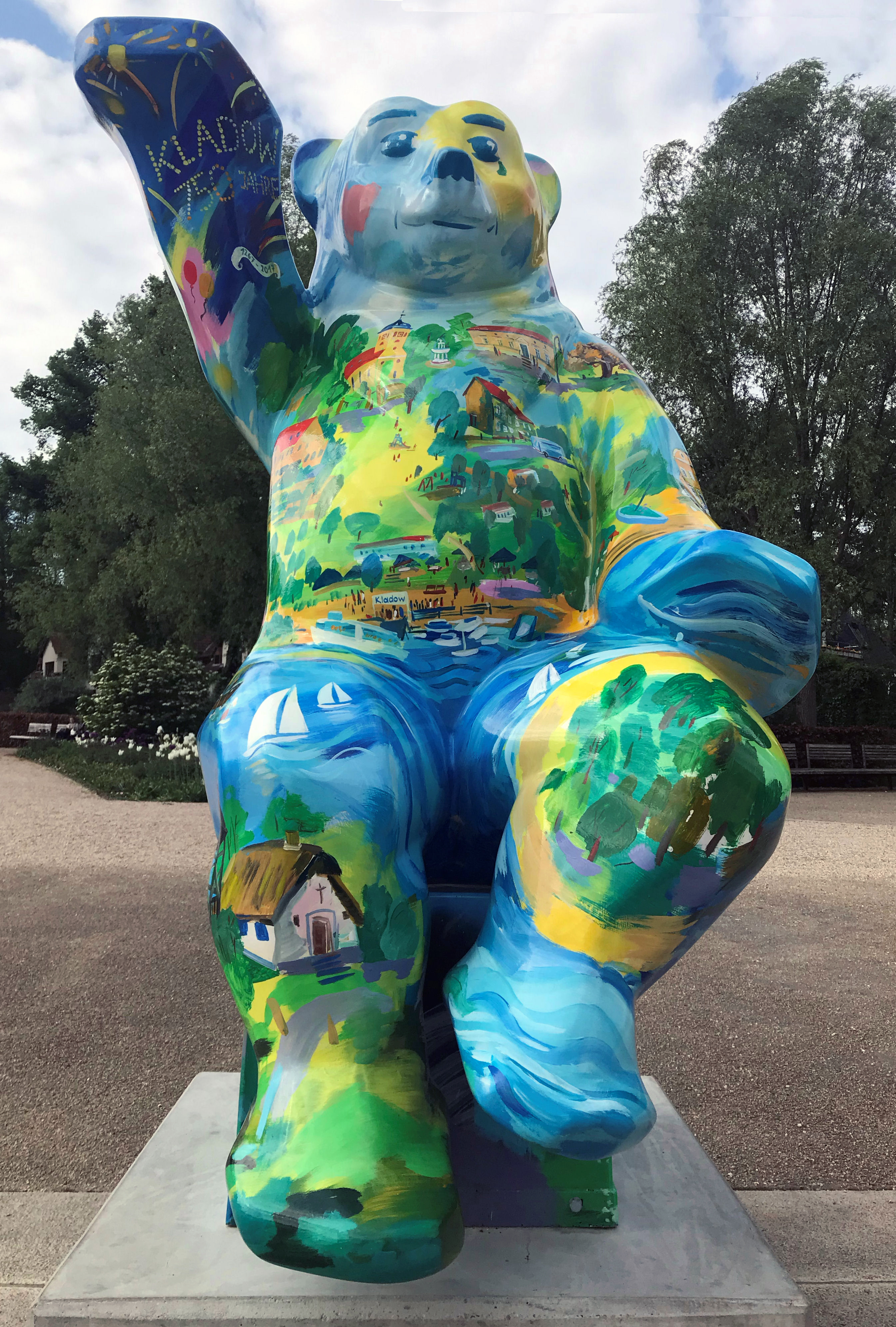
Buddy Bär – 750 Jahre Kladow

## Verkehr
Im Busverkehr des VBB ist Kladow sowohl mit dem westlichen Zentrum von Berlin (Linie X34) als auch mit denen von Spandau (Linien 134, 135 und N34) und Potsdam (Linie 697) verbunden. Zusätzlich verkehrt innerhalb von Kladow die Zubringerlinie 234 als Ringlinie zum Dorfplatz. Darüber hinaus verkehrt die Fährlinie F10 der BVG stündlich zwischen Kladow und Wannsee mit Anschluss an den Bahnhof Wannsee.

## Bildung
Kladow verfügt über eine Oberschule, das Hans-Carossa-Gymnasium sowie zwei Grundschulen (Grundschule am Ritterfeld und Mary-Poppins-Grundschule). Komplettiert wird das Bildungsangebot durch die Freie Waldorfschule Havelhöhe – Eugen Kolisko in der Nähe des Gemeinschaftskrankenhauses Havelhöhe.

## Persönlichkeiten
- Albert Gessner (1868–1953), Architekt, lebte in Kladow
- Jakob Tiedtke (1875–1960), Schauspieler, lebte in Kladow
- Karl Kutschera (1876–1950), Betreiber des Kurhauses Cladow
- Karl Friedrich Kunz (1904–1969), Maler, lebte in Kladow
- Felix von Papen (1910–1945), Widerstandskämpfer gegen den Nationalsozialismus, lebte in Kladow
- Otto Ogiermann (1912–2005), Historiker, lebte in Kladow
- Isang Yun (1917–1995), Komponist, lebte in Kladow
- Lothar Groppe (1927–2019), Jesuit und Publizist, lebte in Kladow
- Volkmar Haase (1930–2012), Bildhauer, lebte und arbeitete in Kladow
- Peter Knauer (1935–2024), Jesuit, Theologe, lebte in Kladow
- Hans-Joachim Speßhardt (* 1935), Maler, lebt und arbeitet in Kladow
- Klaus Schatz (* 1938), Jesuit, Theologe und Kirchenhistoriker, lebt in Kladow
- Heinrich Pfeiffer (1939–2021), Kunsthistoriker, lebte in Kladow
- Christian Herwartz (1943–2022), Jesuit, lebte zuletzt in Kladow
- Manuela (1943–2001), Sängerin, lebte in Kladow
- Ronald Rother (1943–2017), Pfarrer an der Kirche Mariä Himmelfahrt in Kladow
- Carola Brückner (* 1962), Politikerin (SPD), ehemalige Bezirksbürgermeisterin von Spandau, lebt in Kladow
- Sven Hasper (* 1965), Schauspieler und Synchronsprecher, lebt in Kladow
- Miriam Dattke (* 1998), Langstreckenläuferin, in Kladow aufgewachsen